# 癌
上皮癌常简称“癌”，属于癌症的一种，是发生在上皮组织的任何恶性肿瘤。上皮癌发生于身体内或外表面的上皮细胞，其主要源自外胚层和内胚层，但少数上皮癌亦来自中胚层（如：肾细胞癌、肾上腺皮质癌等）；与其他癌症相同，其具有向周围组织浸润、侵犯，并拥有可发生转移的能力。常见的上皮癌有：鳞状细胞癌、腺癌、囊腺癌、尿路上皮癌、基底细胞癌等。
上皮癌在复合词中，简称“癌”，这是由于大多数癌症皆属此类，且上皮癌常视作惡性腫瘤的同義詞，如大腸癌就是指结直肠的上皮癌。上皮癌另有许多异名，如：惡性上皮細胞腫瘤、上皮性恶性肿瘤等等。
恶性肿瘤中，除了上皮癌称作“癌”，其它由結締組織來源的恶性肿瘤一般称作“瘤”，如：肌肉或骨骼的惡性肉瘤（sarcoma）、黑色素細胞的惡性黑色素瘤（melanoma）、生殖細胞的畸胎瘤（teratoma），血液科的惡性腫瘤則使用白血病及淋巴瘤的名稱，但有时也可称作“癌”，例如白血病可稱為血癌。隨著病毒學的發展，至今已發現有20%左右的恶性肿瘤為病毒所引起的。

## 癌與肉瘤的區別
| 组织来源 | 上皮组织                               | 间叶组织                                   |
| 发病率   | 常见，恶性肿瘤中80%以上                | 少见，恶性肿瘤中的1%                       |
| 形态     | 灰白色，质硬，梨状                     | 灰红色，均匀，细腻，质软，鱼肉状           |
| 镜下形态 | 肿瘤细胞排列呈巢状，实质与间质分界明显 | 肿瘤细胞分散排列，实质与间质交织混杂       |
| 转移     | 淋巴道转移多见                         | 血道转移多见                               |
| 发病年龄 | 中老年居多，青少年少见                 | 年龄分布广泛，青少年的恶性肿瘤中以肉瘤居多 |

## 癌的種類
基本上身體任何有上皮组织的器官都可以出現癌，但比較常見的有：
- 腦癌
- 骨癌
- 皮膚癌
- 鼻咽癌
- 肺癌
- 口腔癌
- 食道癌
- 胃癌
- 肝癌
- 胰腺癌
- 小腸癌、大腸癌
- 前列腺癌
- 乳癌
- 子宫頸癌
- 卵巢癌
- 睾丸癌